# Tom S. Hageman
Thomas (Tom) Steven Hageman (Amsterdam, 4 juli 1943) is een Nederlands beeldend kunstenaar.
Opgeleid aan de Academie Minerva te Groningen (1961-63 en 1965-68) is hij voornamelijk werkzaam in Groningen, met o.a. verblijven in Güzelyalı, Turkije (1970-71)  en als gastdocent aan de Academie voor Schone Kunsten  "Akademie Vitvarnich Umeni"  in Praag, Tsjechië (1992).

## Beeldend kunstenaar

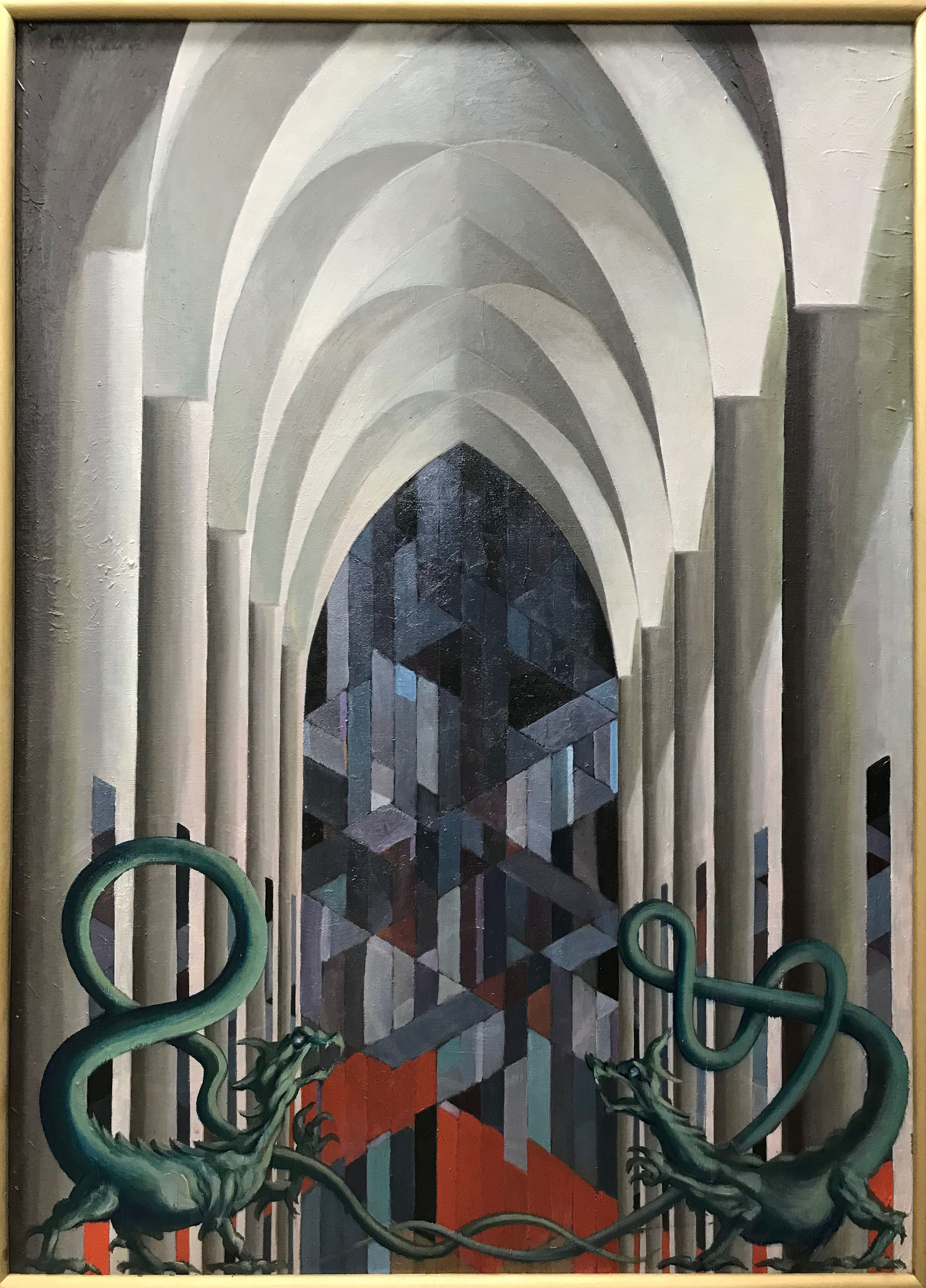
Kupka's Cenotaaf, olieverf 140x200, 2022

Zijn werk ligt in het verlengde van symbolisme tot fantastisch realisme, vaak gebaseerd op kunsthistorisch onderzoek, o.a. naar niet-Europese kunst. Hij maakte series waaronder ‘Bladspiegels’ met gouaches over de kunst van het boek in Europa en Azië, of “De denkbeeldige stad Praag" met olieverven over de hoogbarok. Daarnaast ontwierp hij architectuurstijlen (De Vrijstaat Rottum) en maakte hij talloze cross-overs tussen Europese en Aziatische kunst. Hij publiceerde o.a. enkele stripverhalen: ‘Spillebuik’ , ‘Der Zauberflöte Zweiter Teil’ en een album met tekeningen ‘De Openbaring van Johannes’. Hij exposeerde in binnen- en buitenland, waaronder landen als Turkije en China.

## Kunstbeleid

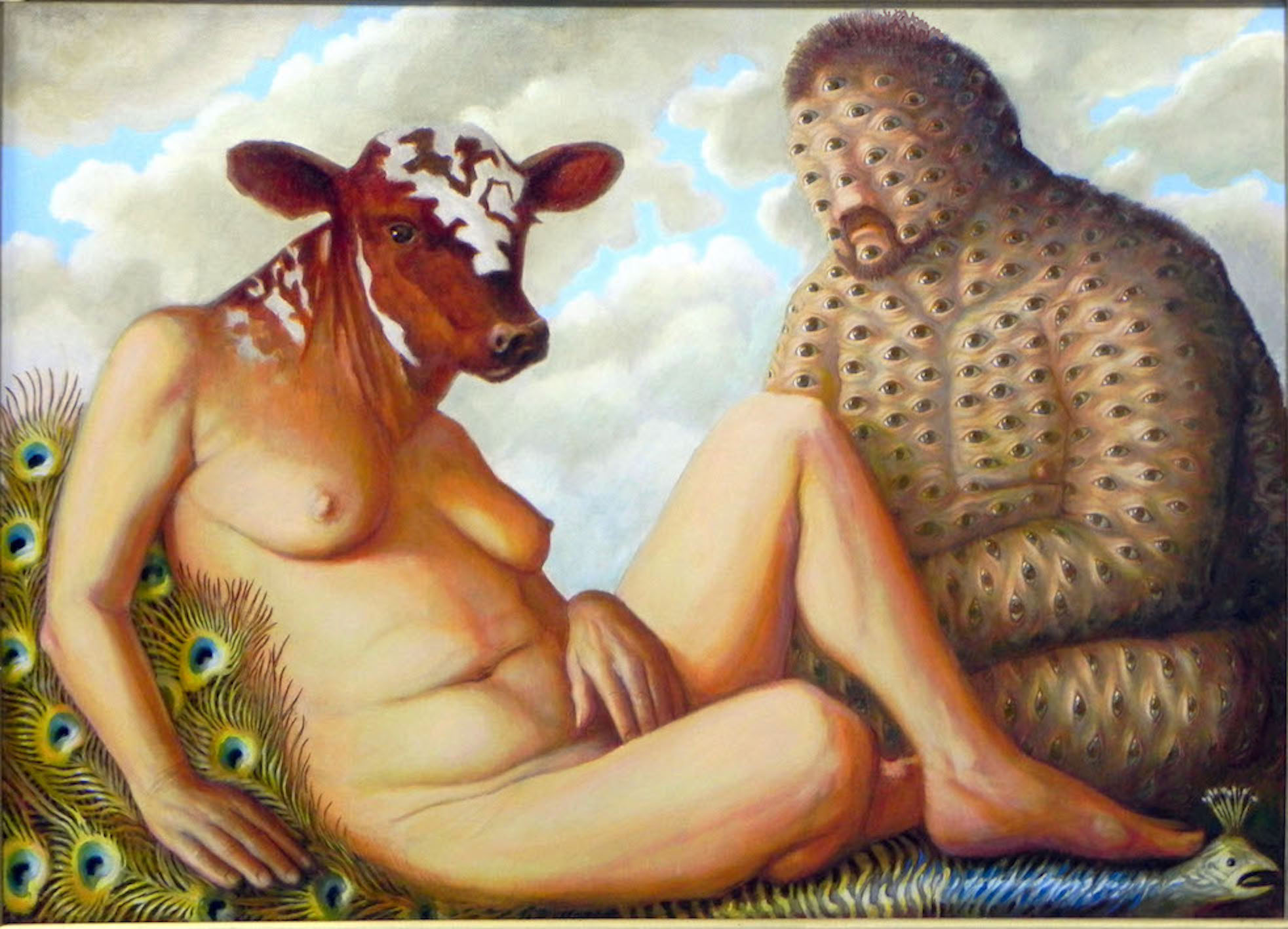
Io en Argus, olieverf, 100x140, 2017

Behalve als beeldend kunstenaar was Hageman ook maatschappelijk actief. In de jaren 1970 was hij voorzitter van de Beroepsvereniging van Beeldende Kunstenaars en een drijvende kracht achter de totstandkoming van de landelijke kunstuitleen. Hij realiseerde in Groningen de stichting Woon- en Werkruimte voor Kunstenaars en was er de wegbereider voor het Centrum Beeldende Kunst. In diezelfde tijd was hij lid van de landelijke Raad voor de Kunst en van tal van andere adviesorganen. In de jaren ‘80 en ’90 van de twintigste eeuw trad hij opnieuw op voor de BBK, nu als adviseur en als lid van de Fondsraad ‘Fonds Beeldende Kunst, Vormgeving en Bouwkunst’ In deze functies publiceerde hij tal van beleidsnota’s. 
In de jaren 2020 pakt hij dit weer op met voorstellen voor een "Platformbeleid beeldende kunst"  

## Kunstonderwijs

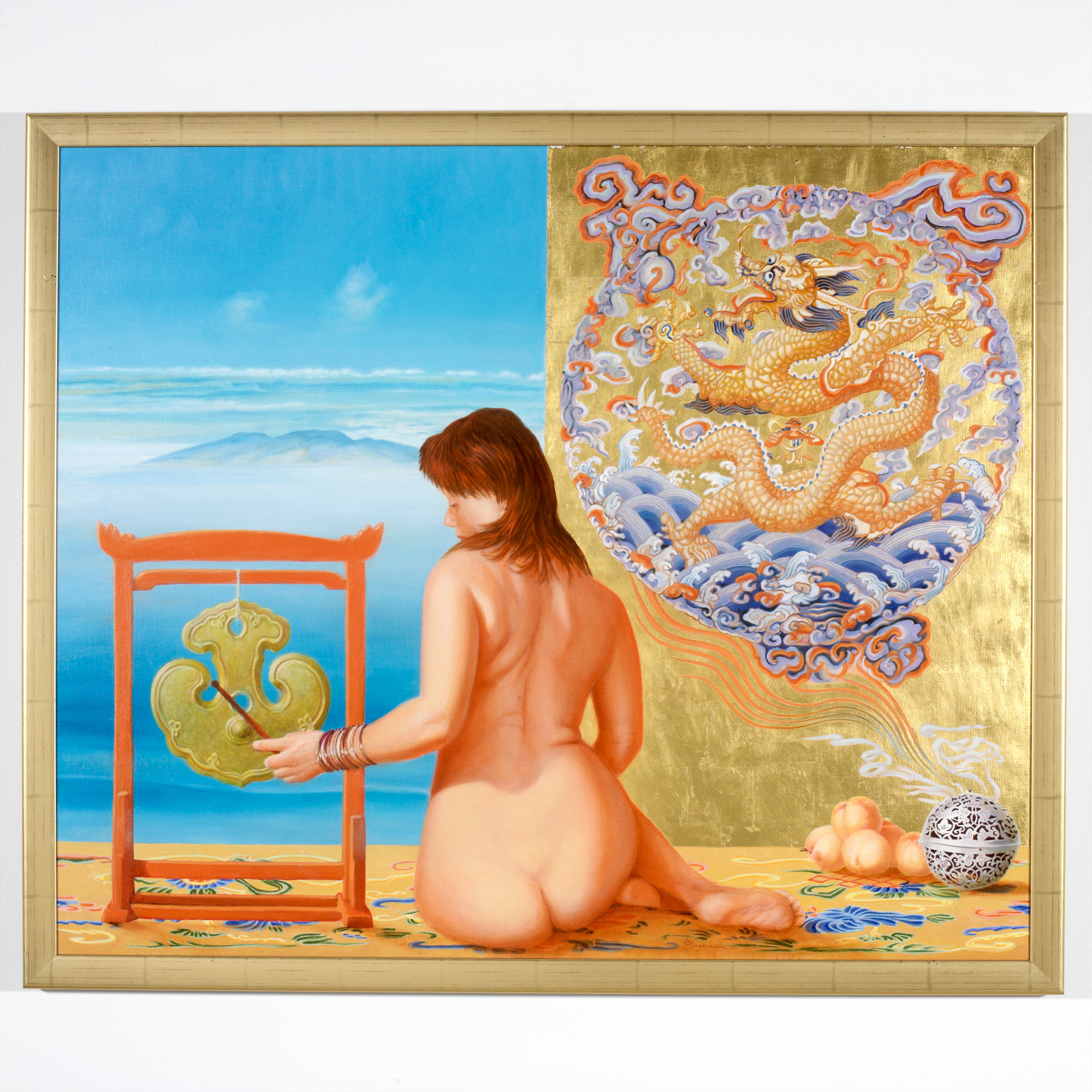
Chinese gong, olieverf/bladgoud, 80x100, 2007

Tussen 1976 en 1993 was hij als docent en als coördinator van diverse studies (o.a. de Deeltijdse studies) verbonden aan de Groninger Academie Minerva. Als docent specialiseerde hij zich in modelstudie en anatomie. In 2005 stichtte hij in Groningen de particuliere ‘Klassieke Academie voor schilderkunst’, gevolgd in 2010 door de ‘Klassieke Academie voor beeldhouwkunst’. Hij gaf tot 2018 leiding en lessen aan beide instellingen.  

## Internationale kunst
Vanaf 2016 zette hij zich in voor de internationale wederopstanding van ‘skill-based art’: in 2018 organiseerde hij de Amerikaanse ‘The Representational Art Conference. Trac2018’ in Leeuwarden, toen culturele hoofdstad van Europa. Aldaar presenteerde hij de ‘International League of Fine Art Schools (ILFAS) als verbinding tussen instellingen die skill-based art onderwijzen. In 2019 gevolgd door het ‘Classical Art Center’ een koepelorganisatie en initiator van een mondiale database van kunstenaars: artistdatabase.org   

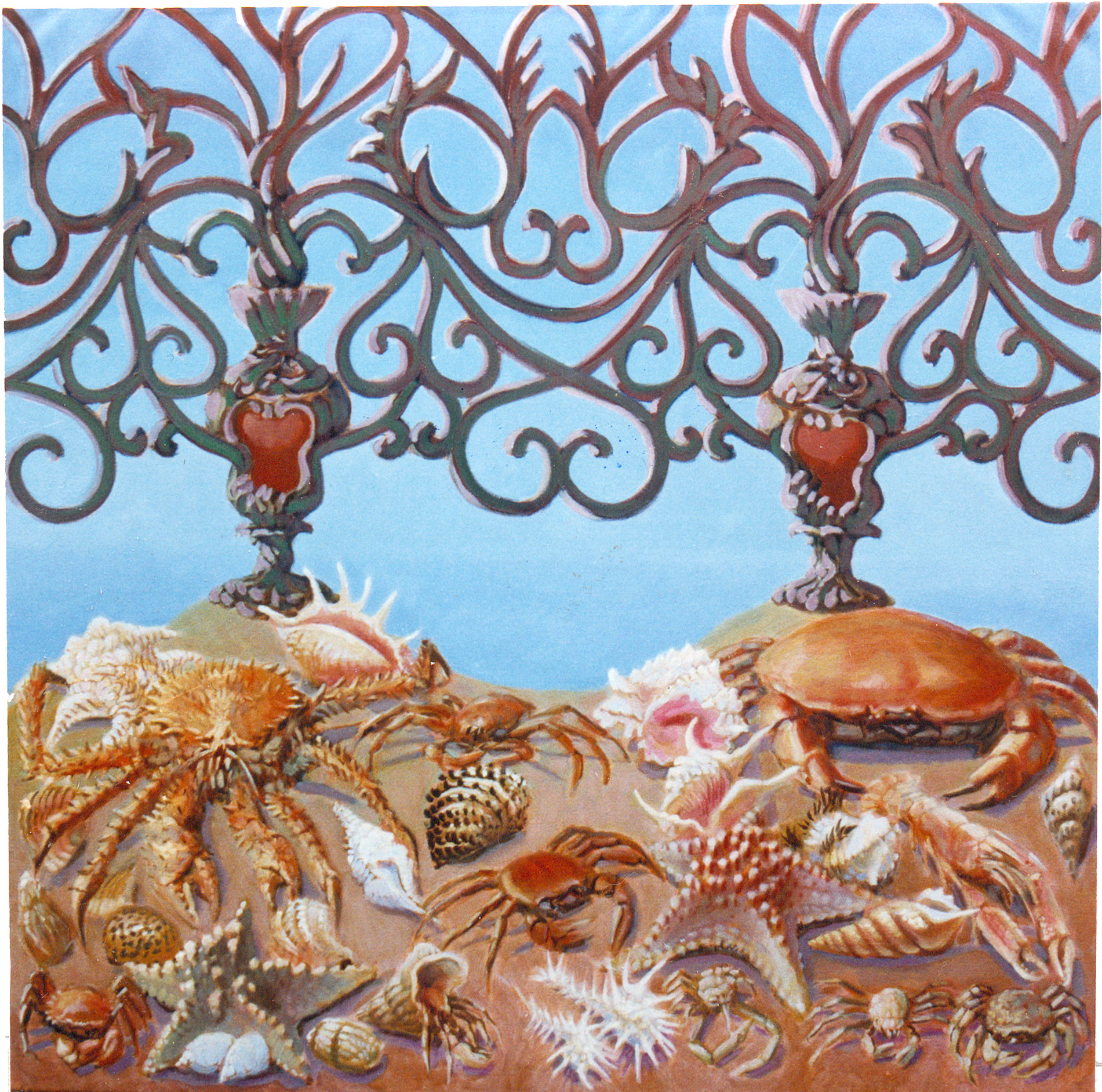
Hekwerk met zeebanket, 100x100, 1997

Ook in 2019 organiseerde hij een uitwisseling van beeldende kunstenaars tussen Nederland en China, dit in het kader van het ‘Xi’an Silk Road International Arts Festival’ In 2020 startte hij een nieuwe online kunstacademie: het classical ART college  

## Ridder
Wegens zijn maatschappelijke verdiensten op het gebied van de kunsten werd Tom S. Hageman in 2013 benoemd tot ridder in de orde van Oranje Nassau.

## Links
- www.tom-s-hageman.nl
- www.ilfas.org
- https://www.classicalartcentre.com/
- https://artistdatabase.org/
- http://klassieke-salon.nl/
- https://www.classicalartcollege.com/

- International Standard Name Identifier: 0000 0003 9160 0433
- Nederlandse Thesaurus van Auteursnamen: 110296982
- RKD-Nederlands Instituut voor Kunstgeschiedenis: 35226
- Virtual International Authority File: 285456916
- WorldCat: E39PBJpPBwYfXwXT3H4jdyhCQq